# 三口之家
《三口之家》（又译为《探戈的三口之家》）是由彼得·帕内尔和贾斯汀·理查德森共同撰写，并由亨利·科尔（Henry Cole）配图的儿童文学，于2005年出版。该书基于纽约中央公园动物园的两只南極企鵝——罗伊（Roy）和塞隆（Silo）间的真实故事，讲述他们共同生活的六年经历，其间它们还得到了一个蛋供他们抚养。
本书赢得多个奖项，但也成为一场有关审查，和关于同性婚姻、LGBT領養以及动物界的同性恋行为的一场文化战争的焦点。美國圖書館協會的调查显示，《三口之家》是2006、2007、2008年要求审查最多的图书，同时也是2009年被封禁最广的图书。
|                                                 | 我们撰写这本书，是为了帮助父母向儿童讲述同性家庭。这本书对人类同性恋关系的支持，并不多于号召小孩们一口吞掉整条鱼，或是睡在岩石上。 |
| ——作者之一 贾斯汀·理查德森 《纽约时报》（2005） | |

## 剧情大纲

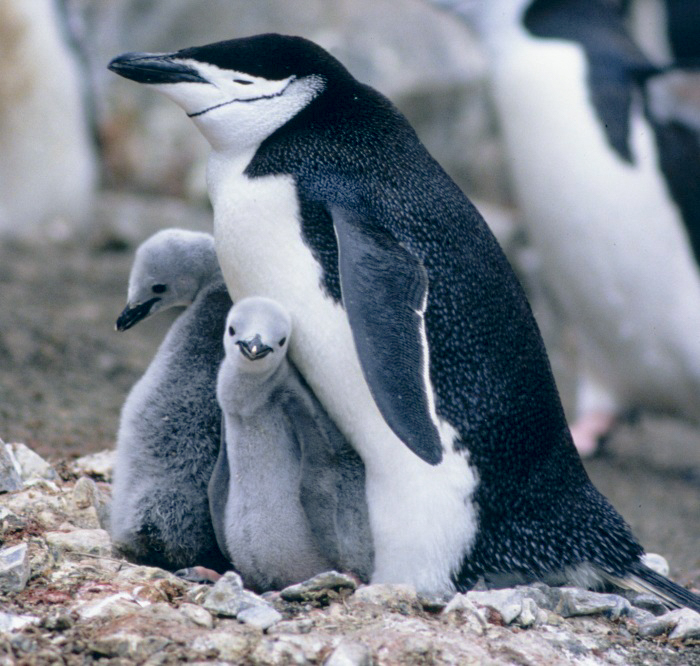
罗伊和塞隆，纽约中央公园动物园的两只雄性南极企鹅，在成为伴侣，并成功孵化照顾一只蛋，获得了国际名声。

现实中，雄性企鹅孵化并协助抚养幼鸟成长是其天性，这在其他许多鸟类中也很常见。此外，企鹅也像其他鸟类一样组成群落，而没有伴侣的雄性就会组成单身群落。罗伊和塞隆的行为并没有超出企鹅社会结构的自然框架。
本书就是基于罗伊和塞隆的真实故事，这两只住在纽约中央公园动物园的雄性南极企鹅组成伴侣达6年。这本书主要就是讲述两只企鹅这段生活时期。这对企鹅曾被发现试图孵化一个状似蛋的岩石。当动物园管理员意识到罗伊和塞隆都是雄性时，他们想到给他们一顆蛋来孵化。这只蛋来自一对曾尝试同时孵化两顆蛋但失败的企鹅。罗伊和塞隆成功将蛋孵化，并喂养长大了一只健康的幼鸟，这只雌性企鹅被命名为探戈“Tango”，三只企鹅组成了一个家庭。

## 反响
由於繪本中的企鹅双亲是同性的，美国的一些家长反对让儿童阅读此书。动物界中自然存在的同性恋现象引起一些反对同性恋权利的保守宗教组织的争议，因为这些现象直指人类同性恋是自然的现象。这一现象有无逻辑上或伦理上的暗示，也成为了争论的话题之一，一些人认为，用动物的行为来判定符合人类道德与否是不合逻辑的。
资深企鹅饲养员格拉泽先生（Mr. Gramzay）表示，他从未看到这对企鹅发生过性行为，但是两只企鹅的确有过类似伴侣的行为，如互相摩擦颈部，呼唤对方。
“关注家庭行为”的教育分析师坎迪·卡什曼（Candi Cushman）认为该书根本就不是什么“真实故事”。“它很误导人，”她说，“将这样的一个政治议题灌输给小孩子，这种做法十分不坦率，也十分不严谨。他们没有告诉小孩子，该书的主人公，被认为是同性恋的企鹅，在现实中最终还是找了一个雌性伴侣。”关于企鹅的异性恋行为在全国新闻中得到广泛报道，其中包括《芝加哥论坛报》。
美国图书馆协会表示，《三口之家》是2006年至2008年間最受争议的一本繪本。
2006年11月，在伊利诺伊州希洛，希洛小学（Shiloh Elementary School）的一些学生家长要求图书馆应该将该书放置在限制区，并要求学校在借出该书必须要有家长的同意。
在密苏里州，由于家长的要求，该书被放置在学校图书馆的非小说类文学作品区。
2006年12月20日，北卡罗来纳州夏洛特，夏洛特-梅克伦堡学校负责人彼得·格曼（Peter Gorman）授意将该书从学校图书馆中移出。作为对禁止该书政策可能无法实行怀疑的回应，格曼同意组成委员会重新审议该决定。
2008年，劳顿郡公立学校负责人埃德加·B·哈崔克博士（Dr. Edgar B. Hatrick）鉴于家长的不满，将该书从小学图书馆的流通书籍中去除，推翻了之前弗吉尼亚州斯特灵一位学校校长和教职员工认为该书适于幼年读者的决定。哈崔克后来让该书重返流通，因为他发现“在这件事中存在明显的程序瑕疵，使得该程序无效”。 
在靠近华盛顿特区的马里兰州卡尔弗特县（Calvert County, Maryland），一位母亲要求该书从儿童书籍区移出，并放置在一个专门的有关“非主流或非传统家庭”图书区。图书馆受托人委员会否决了该提议，表示图书馆应该公平的传播信息，而应当存在偏见或道德评判。在此后不久，2008年11月，卡尔弗特县图书馆受托人委员会再次接到限制该书的请求。一位家长认为，该书所包含的性行为问题对于年幼的孩子来说还太难接受，应当把该书移出图书馆，同有关性行为的成人书籍放置在一起，或者在该书上标记“红点”，警示家长该书富于争议。该名家长指称，该书中有关企鹅罗伊和塞隆“睡在一起”的描述，是明显在暗示鸟类之间的性行为。
2008年，爱荷华州安克尼 (愛荷華州)，当地小学的家长要求该书被放置在图书馆的限制区，只有家长才能借出该书。学校辖区的律师表示，如果作出禁止该书的决定，可能在法庭上也无法站住脚。PEN America及美国图书馆协会去信，要求学校董事会保障学生能阅读到《三口之家》。2008年12月15日，学校董事会以6比1的投票结果，决定该书继续流通。
在加利福尼亚州奇科，一个由家长、老师、图书管理员、学校管理者组成的委员会，全票通过决议，否决由三名家长提出的该书不适合儿童阅读的申诉，该书继续在奇科联合学区的图书馆上架。

### 言论自由的先例
2008年10月，卡尔弗特县图书馆受托人委员会再次接到要求限制该书的提议，为此美国公民自由联盟（ACLU）发出一封咨询函表示对公共图书馆图书无限制的阅读，是受到美国宪法第一修正案保护的言论自由的一部分。ACLU引用了大量判例来佐证：
教育委员会诉皮科（Board of Education v. Pico, 457 U.S. 853 (1982)）：法院判决，“我们的宪法不容许压制思想。”根据ACLU的解读，“言论自由这一宪法权利禁止任何政府官员试图对观点和信息进行压制，无论是通过犯罪制裁还是‘事前限制’，或者是非直接地通过政治干预和图书管理员的专业选择。”
里诺诉美国公民自由联盟（Reno v. American Civil Liberties Union, 521 U.S. 844 (1997)）及克莱默诉警署（Kreimer v. Bureau of Police, 958 F.2d 1242, 1255 (3d Cir.1992)）。根据ACLU的说法，“如同自由表达个人观点的权利一样，获得信息和思想的权利也受到第一修正案的保护。该法条对公共图书馆有特别的效力，”第三巡回法庭认为图书馆是“获取信息的典型场所。”
桑德诉威奇托佛斯市（Sund v. City of Wichita Falls, 121 F. Supp. 2d 530 (N.D. Texas 2000)）。根据ACLU的解读，“无论是试图将书籍从图书馆中完全移出，还是仅仅将其隔离，法庭都认为这样的审查是违宪的。”
在威奇托佛斯市的案子里，联邦法院判定，当地将两本具有争议的儿童书籍移出公立图书馆的儿童区，并将其放置在成人区的做法是违宪的。法庭表示，寻找并希望阅读该书的人将无法找到它们，法院进一步表示“如果一名家长希望阻止她的孩子阅读某本特定的书，该名家长可以并应当陪同儿童前往图书馆，而不是阻止其他该社区的儿童阅读这些受到宪法保护书籍的权利。鉴于第一修正案规定的权利，希望限制訊息取得的人应当自行采取措施，放置接触到不愿看到的材料；这种责任不应当由公众来分担，使得他们在获得完全受保护的信息时，还需要克服重重障碍。”

## 版本
- 《三口之家》（英文原名：And Tango Makes Three），西蒙和舒斯特儿童出版社（Simon & Schuster Children's Publishing），2005年4月26日，ISBN 0-689-87845-1

## 奖项
美国国家图书奖（National book awards）
- 美国图书馆协会优秀儿童读物（Notable Children's Book） - 2006
- 美国防止虐待动物协会亨利·布奖（Henry Bergh Award） - 2005[22]
- 古斯塔夫迈尔优秀图书奖（Gustavus Myer Outstanding Book Award）- 2006[23]
- 小尼克家庭杂志年度最佳书籍奖（Nick Jr. Family Magazine Best Book of the Year） - 2006
- 银行街教育学院年度最佳书籍（Bank Street Best Book of the Year） - 2006
- 联合儿童图书会选择奖（Cooperative Children's Book Council Choice），以及CBC/NCSS优秀社科类普通图书奖（Notable Social Studies Trade Book） - 2006
- 拉姆达文学奖（英语：Lambda Literary Award）优胜奖 - 2006

来自儿童团体的奖项
- 梦想成真图书奖（Living the Dream Book Award） - 2007 - 由Manhattan Country School、Children's Workshop School以及Central Park East II的五年级生共同授予[24]
- 设菲尔德儿童图书奖（Sheffield Children's Book Award） - 入围 - 2008[25]